# Holland Kelet-indiai Társaság

A Holland Kelet-indiai Társaság zászlaja.

A Holland Kelet-indiai Társaság (hollandul hivatalosan Vereenigde Oostindische Compagnie rövidítve VOC, azaz Egyesült Kelet-indiai Társaság), vagy gyakran Németalföldi Kelet-indiai Társaság volt az első holland részvénytársaság.
1602-ben alapították, és viszonylag hamar nagy méretű holland gyarmatbirodalmat épített ki Ázsiában (akkori nevén: India). 1619-ben Pieterszoon Coen, a Társaság akkori vezetője alapította meg Batavia (Jakarta) városát. A XVII. század első felében a társaság csaknem monopolizálta a keleti fűszerkereskedelmet. 1638-58-ban Ceylont(Srí Lanka), 1641-ben Malakkát (Malajzia) ragadta el a portugáloktól, Indiában azonban kénytelen volt meghátrálni az angolokkal szemben. Hollandia gyarmatai közül Jáva és Madura szigetek, Szumátra, Nyugat-Borneó, Celebesz, Nyugat-Új-Guinea és Bali tartoztak a Holland Kelet-indiai Társasághoz. A gyarmatárukból származó óriási haszon Hollandiát a XVII. században "Európa bankárjává" tette. A nemzetközi pénzforgalom központjává így Amszterdam vált.
A Holland Társaság igen eredményesnek bizonyult, remek mérlegeket mutatott be urainak – innen erednek a mai könyvvitel és beszámolókészítés alapjai is –, a 17. század vége felé azonban a hanyatlás jelei mutatkoztak, és a hivatalnokok demoralizációjával a deficit egyre növekedett. A 18. század végén már nem bírtak az angolokkal lépést tartani; a francia forradalmi háborúk kezdetén pedig az angolok sorra elfoglalták a Társaság gyarmatait. 1798-ban a hollandi népképviselet a Társaságot végképp megszüntette, gyarmatait maga az állam vette át, mely a Társaság adósságait is átvállalta.
A társaság kvázi önálló államként viselkedett, saját kormányzattal, hadsereggel, flottával és külpolitikával. Gazdasági-katonai súlyára jellemző, hogy a második angol–holland háború első évében, 1665. augusztus 12-én a Bergen kikötőjében vívott vågeni csatában a társaság „magánflottája” az értékes fűszerflottát meg tudta védeni a támadó angol hajóhad ellenében, majd haza tudta azt kísérni. A társaság hajósai a számos földrajzi felfedezés (a Csendes-óceán szigetei, Ausztrália stb.) mellett értékes monopóliumokat szereztek (egyebek között a kizárólagos kereskedelem jogát Japánnal).
Az Atlanti-óceán déli részén fekvő Szent Ilona szigete is a társasághoz tartozott, de 1621-ben átadták a Holland Nyugat-indiai Társaságnak (West-Indische Compagnie avagy WIC).

## Alapítás
Miután a portugálok 1498-ban felfedezték az Ázsiába irányuló hajózási útvonalakat, 1595-ig a keleti-fűszer kereskedelem teljes mértékben a portugálok kezében volt, amire a tordesillasi szerződés szerint is kizárólagos joguk volt. A térképeket és hajózási útvonalakat szigorúan titokban tartották, így Portugália biztosította monopolhelyzetét a kereskedelemben. Csak miután 1592-ben Jan Huygen van Linschoten visszatért a távol-keletről, került a köztársaság birtokába elegendő tudás ahhoz, hogy egy expedíciót indítson.
1595-ben a Compagnie van Verre (Hosszútávú Társaság) egy négy hajóból álló expedíciót küldött Indiába Cornelis de Houtman kereskedő vezetésével. 1597-ben, mikor négyből három hajó épségben visszatért, bebizonyosodott, hogy az ilyen kereskedelem lehetséges. Hollandia már a következő évben számos hajót indított Indiába. Néhányan szerencsétlenül jártak, de mások hatalmas nyereségre tettek szert. 1598 és 1601 között újabb 15 expedíciót indítottak, amikben összesen 65 hajó vett részt.
12 különböző vállalkozás létezett a Holland Kelet-indiai Társaság 1602-es megalakulása előtt, ezek a Compagnie van Verre (Hosszú távú Társaság), a Nieuwe Compagnie (Új Társaság), az Oude Compagnie (Régi Társaság), a Nieuwe Brabantse Compagnie (Új Brabanti Társaság), a Verenigde Compagnie Amsterdam (Egyesült Amszterdami Társaság), a Magelaanse Compagnie (Magellán Társaság), a Rotterdamse Compagnie (Rotterdami Társaság), a Compagnie van De Moucheron (De Moucheron Társaság), a Delftse Vennootschap (Delfti Gazdasági Társaság), a Veerse Compagnie (Komp Társaság), a Middelburgse Compagnie (Middelburgi Társaság) és a Verenigde Zeeuwse Compagnie (Egyesült Zeeuwi Társaság).
Johan van Oldenbarneveltet aggodalommal töltötte el az a helyzet, hogy a holland társaságok gyakran többet foglalkoztak az egymás közti versengéssel, mint a portugálokkal vagy az angolokkal. Mikor 1600-ban megalakult a Brit Kelet-indiai Társaság, arra ösztönözte Németalföld országgyűlését, hogy ennek a helyzetnek véget vessen. Az országgyűlés úgy döntött, hogy a jelenlegi társaságokat egyetlen nagy társaságban egyesíti.
Az új Holland Kelet-indiai Társaság részvényeket bocsátott ki, amiket ezen társaságok tulajdonosai megvehettek. A VOC 1602. március 20-án alakult meg hat kamarával (Amszterdam, Zeeland, Enkhuizen, Delft, Horn és Rotterdam). A VOC privilégiumot kapott a Jóreménység foka és a Magellán-szoros közötti területen folytatandó kereskedelemre. Felhatalmazása kiterjedt arra is, hogy háborút indítson, egyezményeket írjon alá, illetve településeket alapítson. A 6,5 millió gulden alaptőkéből Amszterdam 57%-ot, Zeeland 20%-ot, Enkhuizen 8%-ot, Delft 7%-ot, Hoorn 4%-ot és Rotterdam 3%-ot állt.
A részvényesek regisztrációja 1602 augusztusának első hetében kezdődött és augusztus 31-én zárult. Az utolsó héten különösen sokan regisztráltak. A vezetés a Tizenhét Úr kezében volt, akik közül nyolcat Amszterdam választott, a fennmaradó kilencet a többi város kamarái jelölték ki. Az árfolyam jelentősen emelkedett, mikor 1605-ben Steven van der Hagen gazdag rakománnyal tért vissza.
1611-ben fizették ki az első osztalékot a részvényeseknek, de mivel természetben fizettek, nem volt mindenki elégedett.

## Jelentősebb VOC hajók

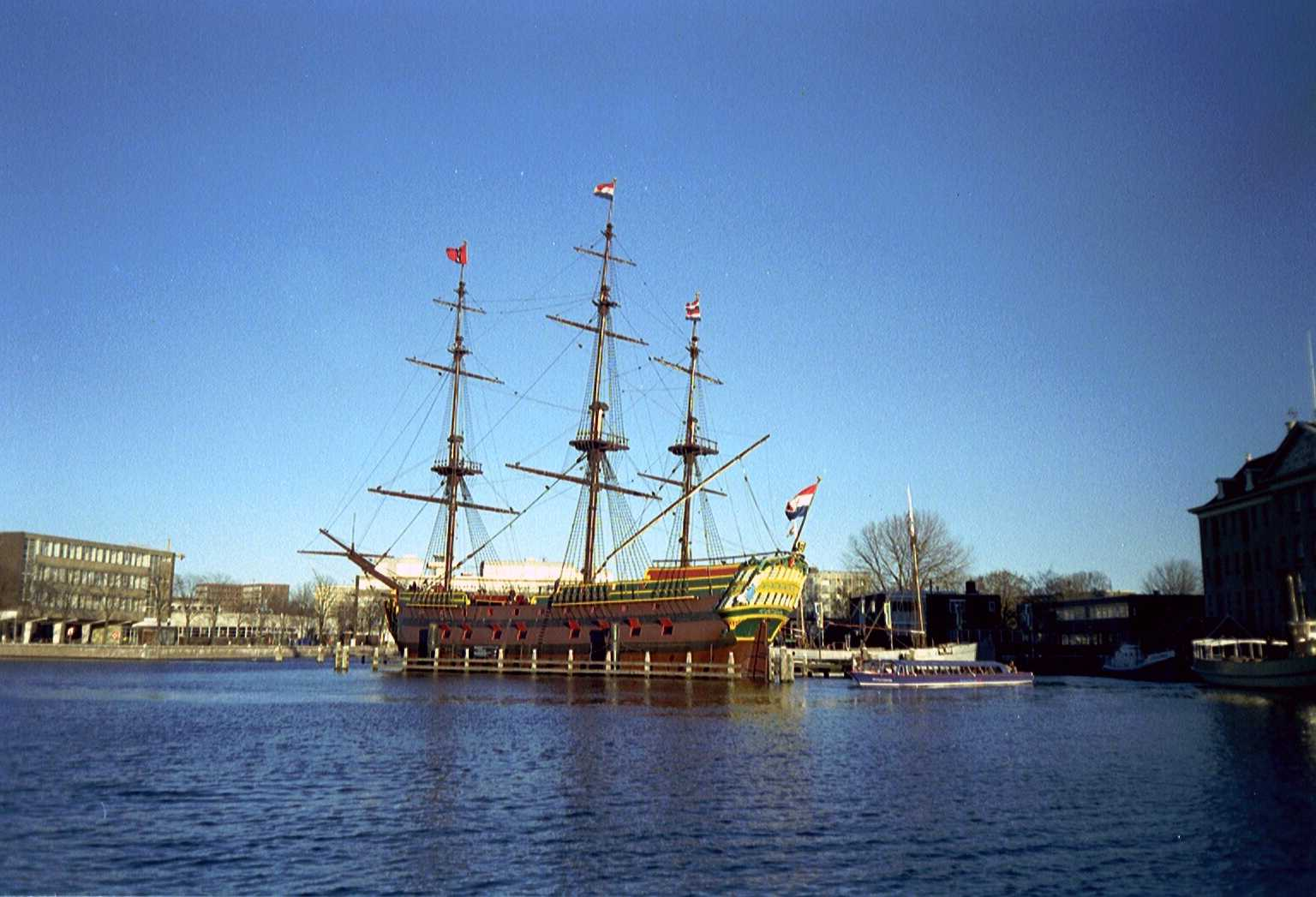
VOC Amsterdam

A Holland Kelet-indiai Társaságnak összesen 1772 hajója volt. A legjelentősebbek ezek közül a következők: 
- Amszterdam
- Arnhem
- Batavia
- Braek
- Concordia
- Duyfken ("Kis Galamb")
- Eendracht ("Egység")
- Galias
- Grooten Broeck ("Nagy Patak")
- Gulden Zeepaert ("Arany Tengeri Csikó ")
- Halve Maen ("Félhold")
- Hoogkarspel
- Heemskerck
- Hollandia
- Klein Amsterdam ("Kis Amszterdam")
- Leeuwerik ("Pacsirta")
- Leyden
- Limmen
- Meermin
- Pera
- Prins Willem ("Vilmos Herceg")
- Ridderschap van Holland ("Holland Lovagság")
- Rooswijk
- Sardam
- Texel
- Utrecht
- Vergulde Draeck ("Aranyozott Sárkány")
- Vianen
- Vliegende Hollander ("Bolygó Hollandi")
- Vliegende Swaan ("Repülő Hattyú")
- Wapen van Hoorn ("Hoorn Címere")
- Wezel ("Menyét")
- Zeehaen (Tengerihal szó szerint "Tengeri Kakas")
- Zeemeeuw ("Sirály")
- Zeewijk
- Zuytdorp ("Déli Falu")